# 汤慕禹
汤慕禹（1904年—1932年10月），又名汤茂如。四川省巴县木洞双河乡人，黄埔军校第四期毕业。

## 生平
1925年，汤慕禹考入黄埔军校第四期。毕业后，参加國民革命軍北伐，在军中加入中国共产党，同年参加南昌起义。后赴苏联高级步兵学校学习。1930年回国，到洪湖根据地任中国工农红军第二军团参谋长，11月任红六军军长。1931年3月任红三军教导团团长，中共鄂西临时分特委执行委员。后任红二十五师师长，兼独立第三团团长。1932年，先后任红军军事政治学校第二分校总队队长，红三军九师二十五团团长、师参谋长，红八师师长等职。同年10月在湖北荆门半边街战斗中阵亡。

## 其他
2009年，电视剧《人间正道是沧桑》播出后，汤慕禹家属因电视剧中一国军高级将领也叫汤慕禹，而于2009年9月将制作、播放该剧的江苏省广播电视总台、中央电视台以及出版同名图书的江苏文艺出版社等4家单位告上法庭，索赔百万元。后原被告双方达成庭外和解，被告方补偿3万元后，原告方在法院撤诉。而“汤慕禹”也在字幕中被更换为“汤沐雨”。